# Список професорів-істориків ПНУ імені В.Стефаника
В статті наведено перелік Професорів-істориків Прикарпатського національного університету імені Василя Стефаника

## Перелік осіб
|    | Прізвище та імя                   | Короткі біографічні дані | Вчене звання і рік присвоєння вченого ступіня |
| -- | --------------------------------- | --- | --------------------------------------------- |
| 1  | Васюта Іван Кирилович             | Народився 14 січня 1924 р. в селі Спаське Сосницького району Чернігівської області УРСР (нині Україна). У 1950 році закінчив історичний факультет Львівського університету імені Івана Франка. У 1954 р. захистив кандидатську дисертацію «Становище та боротьба робітничого класу Західної України (1920–1929 рр.)», направлений старшим викладачем історії СРСР у Станіславський (Івано-Франківському) педінститут. У 1972 р. захистив докторську дисертацію «Аграрні відносини і революційна боротьба селянства Західної України 1919–1939 рр.». Автор 16 монографій, близько 200 наукових, науково-популярних і методичних праць. До сфери наукових зацікавлень належали проблеми політичної та соціально-економічної історії України, революційного і національно-визвольного руху на західноукраїнських землях, українсько-польських стосунків нової і новітньої доби, краєзнавства. Найбільші здобутки в царині вивчення аграрної історії Західної України міжвоєнного періоду. Помер 25 грудня 2013 року в Івано-Франківську. | Професор (з 1975).                            |
| 2  | Карпенко Олександр Юхимович       | Народився 15 квітня 1921 у селі Слобода Чернігівської області Івано-Франківської області, УРСР (нині Україна). У 1947 році закінчив Київський педагогічний інститут. У 1953 році в Інституті історії АН УРСР захистив кандидатську дисертацію на тему: «Селянські повстання у Львівському воєводстві у 1932—1933 роках» У 1966 році у Харківському університеті захистив докторську дисертацію на тему: «Іноземна воєнна інтервенція в Україні 1918—1920 років». Помер 14 квітня 2013 року в Івано-Франківську. Помер 14 квітня 2013 року в Івано-Франківськ. | Професор (з 1977).                            |
| 3  | Федорчак Петро Степанович         | Народився 22 серпня 1933 року у с. Росохач Городенківського району Івано-Франківської області, Польща (нині Україна). Впродовж 1960 – 1963 pp. навчався в аспірантурі Київського університету імені Тараса Шевченка, де достроково захистив кандидатську дисертацію на тему "Комсомол - активный помощник Коммунистической партии в борьбе за досрочное выполнение семилетки в области тяжелой индустрии : на материалах западных областей Украинской ССР за 1959-1961 гг." У 1976 року першим з випускників історичного факультету захистив докторську дисертацію на тему "Партийное руководство промышленностью в условиях развитого социализма : опыт партийных организаций предприятий тяжелой индустрии Украины 1959-1970гг.". Автор близько 160 публікацій (монографій, навчальних посібників та наукових статей) з історії України і зарубіжних слов’ян, міжслов’янських етнополітичних та культурних взаємин, державотворчих процесів, зовнішньої політики слов’янських держав, історичного краєзнавства, науково-методичного забезпечення навчального процесу у ВНЗ України. Помер 25 жовтня 2017 року в Івано-Франківську. | Професор (з 1978).                            |
| 4  | Грабовецький Володимир Васильович | Народився 24 липня 1928 року у селищі Печеніжин Коломийського району Івано-Франківської області Польща (нині Україна). Закінчив історичний факультет Львівського державного університету імені Івана Франка (1952). 1958 року захистив кандидатську дисертацію (тема: «Селянський рух на Прикарпатті в другій половині ХVІІ ст."). 1968 року захистив докторську дисертацію (тема: «Антифеодальна боротьба карпатського опришківства ХVІ – ХІХ ст.»). Опублікував понад 1000 наукових і науково-популярних праць, серед яких 45 монографій (зокрема, «Західно-Українські землі в період народно-визвольної війни 1648—1654 рр.», 75 окремих видань, 900 статей з історії України, в тому числі і Прикарпаття, автор шести опублікованих «Нарисів історії Прикарпаття» (1992–1995) та трилогії «Ілюстрована історія Прикарпаття» (2002–2004), дві монографії про життя і творчість та вшанування Маркіяна Шашкевича і Тараса Шевченка (2006–2007). Помер 4 грудня 2015 року у Івано-Франківську. | Професор (з 1980).                            |
| 5  | Патлажан Юхим Ізраїльович         | Народився 23 серпня 1923 року, в місті Вознесенськ Одеської області УРСР (нині Україна). Закінчив навчання в Одеському державному університеті. 1954 року Ю. І. Патлажан успішно захистив кандидатську дисертацію, присвячену кризі рабовласницького ладу в східній частині Римської імперії в останній третині IV ст. Результати захисту були переважною більшістю голосів затверджені на раді Ростовського державного університету. Юхим Патлажан був першим зі здобувачів, хто захистив кандидатську дисертацію зі спеціальності «Історія Стародавньої Греції і Риму». В ті часи це була доволі рідкісна спеціальність. 1976 року в Московському педагогічному інституті Юхим Ізраїльович Патлажан захистив докторську дисертацію на тему «Трудящі зарубіжного Сходу в боротьбі за перемогу Радянської влади на Україні (1917-1921)» і здобув науковий ступінь доктора історичних наук. Помер 1 грудня 1990 року. Похований на Алеї Слави в місті Івано-Франківську. | Професор (з 1989).                            |
| 6  | Заборовський Ярослав Юрійович     | Народився 8 серпня 1939 року Львів, Польща (нині Україна). Закінчив історичний факультет Львівського університету (1961 р.). Захистив кандидатську роботу (1969) на тему Спроба вирішення аграрної кризи кінця 130 х рр. до н. е. в республіканському Римі (Аграрна реформа Тиберія Гракха). Автор понад 70 наукових публікацій з історії республіканського Риму (V–I ст. до н. е.) та історії Церкви. Помер 26 січня 2021 р. в Івано-Франківську. | Професор (з 1990).                            |
| 7  | Кугутяк Микола Васильович         | Народився 27 жовтня 1952 р. в с. Назавизів Надвірнянського району Івано-Франківської області УРСР (нині Україна). У 1981 р. закінчив Івано-Франківський педагогічний інститут, викладач історії. З 1984 р. працює на історичному факультеті Івано-Франківського педінституту: асистент кафедри історії СРСР і УРСР, в 1990 р. присвоєно вчене звання доцента. Захистив дисертацію 28 червня 1985 р. на тему “Становище та революційно-визвольна боротьба сільськогосподарських робітників Західної України в 1929 – 1939 рр.”. Докторська дисертація «Національно-політичний рух в Галичині в 1890–1939 років». захистив 6 лютого 1996 р. в Інституті політичних і етнонаціональних досліджень НАН України за спеціальністю “Етнологія”. Автор близько 40 наукових праць, зокрема: «Галичина: сторінки історії. Нарис суспільно-політичного руху (XIX ст.-1939 р.)» (1993 р.), «Голодомор 1933-го і Західна Україна» (1994 р.) | Професор (з 1994).                            |
| 8  | Савчук Борис Петрович             | Народився 14 жовтня 1962 р. в місті Дубно Рівненської області УРСР (нині Україна). Закінчив Луцький державний педагогічний інститут імені Лесі Українки у 1984 році. Захистив кандидатську дисертацію в 1991 році «Роль громадських організацій в підготовці молоді до військової служби. 80-ті роки (на матеріалах західних областей України)». Захистив докторську дисертацію в 1999 році на тему Українські громадські організації в суспільному житті Галичини (остання третина ХІХ ст. – кінець 30-х років ХХ ст.). | Професор (з 2002).                            |
| 9  | Іванцев Ігор Денисович            | Народився 03.01.1942 року в селі Делева, Тлумацького району, Івано-Франківської області, УРСР (нині Україна). Закінчив Коропецьку СШ Тернопільської області, історичний факультет Івано-Франківського педінституту (1968), однорічну аспірантуру Інституту історії Академії Наук УРСР (1981). Захистив кандидатську дисертацію на тему "Советская историография социально-экономического и политического развития Болгарии между мировыми войнами" (1981). Доцент з 1986 року. Помер 31 січня 2022 року, в місті Івано-Франківську. | Професор (з 2008).                            |
| 10 | Жерноклеєв Олег Станіславович     | Народився 04.04.1967 року в місті Львів, Львівської області УРСР (нині Україна). У 1991 році з відзнакою закінчив Івано-Франківський державний педагогічний інститут ім. В.Стефаника. У 1995 році захистив кандидатську дисертацію на тему: «Український соціал-демократичний рух у Галичині в кінці XIX — на початку XX ст.» (науковий керівник - професор О.Ю. Карпенко). 21 вересня 2007 року захистив докторську дисертацію на тему «Національні секції австрійської соціал-демократії в Галичині й на Буковині (1890 — 1918 рр.)» За час роботи у вищій школі розробив і читає лекційні курси з історії України, історії Середніх віків, історії країн Азії та Африки в Середні віки, історичної географії світу, Нової історії країн Європи і Америки, історіографії всесвітньої історії, джерелознавства історії міжнародних відносин Нового й новітнього часу, методики викладання історичних дисциплін у вищій школі та ін. | Професор (з 2011).                            |
| 11 | Великочий Володимир Степанович    | Народився 1 березня 1968 Городенка УРСР (нині Україна). 1992 р. закінчив навчання на історичному факультеті Івано-Франківського державного педагогічного інституту. У 1999 р. захистив дисертацію на здобуття наукового ступеня кандидата історичних наук за спеціальністю 07.00.06 «Історіографія, джерелознавство та спеціальні історичні дисципліни» на тему: «Історія ЗУНР: джерела до вивчення державного будівництва». У квітні 2002 року рішенням ВАК України присуджено вчене звання доцента кафедри історіографії і джерелознавства.З 01.03.2005 р. і до сьогодні – директор Інституту туризму Прикарпатського національного університету імені Василя Стефаника. Крім того, з липня 2010 року – завідувач кафедри туризмознавства і туристичних спеціалізацій. У 2010 році успішно захистив дисертацію на здобуття наукового ступеню доктора історичних наук в Інституті історії України НАН України на тему: “Українська історіографія суспільно-політичних процесів у Галичині 1914-1919 рр.: умови становлення, етапи розвитку, особливості”. | Професор (з 2012).                            |
| 12 | Комар Володимир Леонович          | Народився 24 квітня 1964 Слобода-Болехівська Долинський район (Івано-Франківська область) УРСР (нині Україна). Закінчив восьмирічну школу в 1979 р., Львівський технікум промислової автоматики у 1983 р., Івано-Франківський державний педагогічний інститут ім. В. Стефаника в 1992 р., аспірантуру в Прикарпатському університеті імені Василя Стефаника в 1997 р. Кандидатську дисертацію на тему: “Українське питання в національній політиці Польщі (1935 – 1939 рр.)” захистив у 1998 р. Докторську дисертацію на тему: “Концепція прометеїзму в політиці Польщі (1921 – 1939 рр.)” захистив у 2011 році. Автор понад 120 наукових праць опублікованих в Україні, Англії, Литві, Польщі та Туреччині. Учасник більше 100 міжнародних та всеукраїнських наукових форумів: конгресів, симпозіумів, конференцій тощо. Член редколегій українських і зарубіжних наукових журналів та спеціалізованих вчених рад із захисту дисертацій в Україні. Входить до складу Комісії НАН України з вивчення українсько-польських історичних та культурних зв’язків. | Професор (з 2012).                            |
| 13 | Паньків Михайло Ілліч             | Народився 09.09.1940 року у селі Вербівці, Городенківського району, Івано-Франківської області, УРСР (нині Україна). Закінчив історичний відділ історико-філологічного факультету Івано-франківського педагогічного інституту 1966 року. У 1989 р. захистив кандидатську дисертацію на тему «Сім’я і сімейний побут на Покутті (друга половина ХІХ – 70-ті рр. ХХ ст.)». Автор 17 монографій (рахуючи співавторство), понад 170 статей й з етнографії, музеєзнавства і краєзнавства. Помер 31 жовтня 2021 року в місті Івано-Франківську. | Професор (з 2015).                            |
| 14 | Райківський Ігор Ярославович      | Народився 24 червня 1967 Івано-Франківськ УРСР (нині Україна). У 1991 р. з відзнакою закінчив історичний факультет Івано-Франківського педагогічного інституту ім. В. Стефаника. Вчене звання доцента отримав у червні 2002 р. Кандидатська дисертація на тему “Українська соціал-демократична партія (1918–1939 рр.)” (30 квітня 1996 р.) і докторська – “Ідея української національної єдності в громадському житті Галичини ХІХ століття” (14 жовтня 2014 р.) були захищені за спеціальністю “історія України” в спеціалізованій вченій раді в Інституті українознавства ім. І. Крип’якевича НАН України (м. Львів). Автор курсу з історії українофільських ідей Галичини. | Професор (з 2015).                            |
| 15 | Волощук Мирослав Михайлович       | Народився 2 липня 1979 р. у селі Черганівка Косівського району Івано-Франківської області УРСР (нині Україна). Впродовж 1985–1992 рр. навчався у ЗОШ с. Воскресінці Коломийського району, Івано-Франківської області. У 1992 р. вступив до Технічного ліцею № 14 м. Коломия. З вересня 1995 р. – студент Прикарпатського університету імені Василя Стефаника. Впродовж 2000–2003 рр. – аспірант кафедри всесвітньої історії. 30 вересня 2005 р. захистив кандидатську дисертацію «Військово-політичні стосунки Угорського королівства з Галицьким та Галицько-Волинським князівством (кінець ХІІ–ХІІІ ст.)» 26 травня 2015 р. – захистив докторську дисертацію на тему «“Русь” в Угорському королівстві (ХІ – друга половина XIV ст.): суспільно-політична роль, майнові стосунки, міграції». Досліджує русько-угорські, русько-польські, русько-чеські відносини ІХ–XIV ст. крізь призму пошуку окреслених руськими (Ruthenus) поселенців у сусідніх Русі країнах латинського світу. До сфери наукових інтересів входить вивчення історії Галича та Галицької землі (до кінця XVIII ст.), історія Станиславова та Станиславівської фортеці (до початку ХІХ ст.). Автор чотирьох монографій (двох одноосібних) і понад 150 інших різнопланових публікацій у наукових фахових періодичних виданнях (зокрема Scopus та Web of Science) Болгарії, Литви, Польщі, Росії, Румунії, Сербії, Словаччини, Угорщини, України. Член Українсько-угорської комісії істориків (2016). | Професор (з 2016).                            |
| 16 | Борчук Степан Миколайович         | Народився 29 жовтня 1966 Любківці, Снятинський район УРСР (нині Україна). 1991 році закінчив Івано-Франківський державний педагогічний інститут ім. В. Стефаника. Захистив кандидатську дисертацію на тему: «Громадсько-культурна та наукова діяльність Ісидора Івановича Шараневича (1929-1901 рр.)» під керівництвом професора Прикарпатського національного університету ім. В.Стефаника Грабовецького В.В.(Чернівецький державний університет ім. Ю. Федьковича, 1999р.). Займається дослідженням творчого доробку та діяльності українських істориків та громадських діячів Галичини в ХІХ-ХХ ст. У 2015 р. захистив докторську дисертацію на тему “Українська енциклопедична традиція ХХ ст.: проекти, виконавці, перспективи дослідження”. | Професор (з 2018).                            |
| 17 | Сіреджук Петро Степанович         | Народився 23 листопада 1949 року в селі Космач Косівського району Івано-Франківської області УРСР (нині Україна). Закінчив у 1976 історико-педагогічний факультет Івано-Франківського педагогічного інституту ( нині Прикарпатський національний університет). У 1989 році захистив дисертацію на ступінь кандидата історичних наук на тему "История заселения Галической земли в XIV-XVIII вв". У 2010 році захистив докторську дисертацію «Соціально-економічне становище і культурне життя німецької меншини Східної Галичини (20 — 30-і роки XX ст.)» | Професор (з 2018).                            |
| 18 | Пилипів Ігор Васильович           | Народився 13.06.1957 року в с. Ілемня Рожнятівського району Івано-Франківської області УРСР (нині Україна). У 1974 році поступив на історико-педагогічний факультет Івано-Франківського державного педагогічного інституту ім.. В. Стефаника, який успішно закінчив у 1979 році. У лютому 1986 році захистив кандидатську дисертацію "Единство действий КПЗУ и КПЗБ по руководству революционно-освободительной борьбой трудящихся, 1923-1938 гг." у Львівському державному університеті імені Івана Франка і отримав наукову ступінь кандидата історичних наук. З жовтня 2019 року перейшов на роботу у Прикарпатський національний університет імені В.Стефаника. Працює професором кафедр історії України і методики викладання історії та професором кафедри історії слов’ян. Автор понад 100 наукових публікацій з історії Української греко-католицької церкви. У колі наукових зацікавлень є проблеми українсько-польських відносин першої половини ХХ століття, українські політичні партії та організації кінця ХІХ- першої половини ХХ століття, діяльність релігійних організацій західноукраїнських земель в 20-30 – ті роки ХХ століття, біографії церковних та релігійних діячів УГКЦ. | Професор (з 2019).                            |
| 19 | Шологон Лілія Іванівна            | Закінчила Чернівецький національний університет імені Юрія Федьковича. 2003 р. захистила кандидатську дисертацію на тему “Українські педагогічні товариства Галичини і Буковини 80-х рр. ХІХ – початку ХХ ст.” 2006 р. отримала вчене звання доцента кафедри історіографії і джерелознавства. 2017 р. захистила докторську дисертацію “Джерела українського походження з історії національно-культурного руху українців Східної Галичини (1848– 1914 рр.)” Є автором понад 100 наукових праць, з яких одна індивідуальна та одна колективна монографії. Перша жінка професор історичного факультету ПНУ імен В. Стефаника. | Професор (з 2020).                            |

## Цікаві факти
Васюта Іван Кирилович — перший професор історії на факультеті історії ПНУ ім.Василя Стефаника
Федорчак Петро — перший випускник історичного факультету ПНУ ім.Василя Стефаника, який отримав звання професора
Кугутяк Микола — перший професор з історії, після проголошення Незалежності України
Шологон Лілія — перша жінка-професор історії ПНУ ім.Василя Стефаника
Волощук Мирослав —наймолодший професор (отримав звання в 37 р.)  факультету історії ПНУ ім.Василя Стефаника 
Паньків Михайло — найстарший професор (отримав звання в 75 р.) факультету історії ПНУ ім.Василя Стефаника

## Див.також
Факультет історії, політології і міжнародних відносин ПНУ ім.Василя Стефаника